# Перикли Чилев
Перикли Томов Чилев е български учител и етнограф, деец на късното Българско възраждане в Македония.

## Биография
Перикли Чилев е роден в 1864 година в град Крушево, тогава в Османската империя. Завършва гръцкото училище в Крушево, а в 1880 година и Солунската гимназия. В 1884 година завършва Атинския университет със специалност класическа филология. Работи като учител в Крушево и Битоля от 1883 до 1904 година. Мести се в България и от 1 септември 1894 година до края на живота си преподава класически езици в Първа мъжка гимназия в София.
При избухването на Балканската война в 1912 година е доброволец в Македоно-одринското опълчение. По време на Първата световна война прави научни обиколки в Македония. Чилев е полиглот – владее гръцки, турски, албански, френски, румънски, немски и латински език. Публикува серия пътни бележки и научни трудове върху културата на балканските народи, като „Тайните езици на слепците в Битолско“ (1900). Проучва етнографски материали и документи за Възраждането. Член е на дворцовата свита и преподава на принцовете Борис Търновски и Кирил Преславски гръцки и латински. Член е на музейния комитет на Народния етнографски музей (1909). Член-учредител е на Македонския научен институт.
Участва като делегат от Крушевското благотворително братство в обединителния конгрес на Македонската федеративна организация и Съюза на македонските емигрантски организации от януари 1923 година.
Умира на 26 февруари 1925 година в София.
Синът му Наум Чилев е филолог, журналист и кореспондент за френската преса.